# Siro (género)
Siro es un género de opiliones cifoftalmos  de la familia Sironidae oriundos de Europa.

## Especies
De acuerdo con la World Catalog of Opiliones, se reconocen como válidas las siguientes especies:
- Siro carpaticus Rafalski, 1956
- Siro crassus Novak & Giribet, 2006
- Siro franzi Karaman & Raspotnig, 2022
- Siro ozimeci Karaman, 2022
- Siro rubens Latreille, 1804
- Siro valleorum Chemini, 1990

- † Siro platypedibus Dunlop & Giribet, 2004